# 山手線沿線私立大学図書館コンソーシアム
山手線沿線私立大学図書館コンソーシアム（やまのてせんえんせんしりつだいがくとしょかんコンソーシアム）は、山手線沿線の私立大学図書館による相互協力協定。

## 概要
この協定に基づいて、加盟各大学の図書館は蔵書検索データーベース（OPAC）を相互乗り入れさせており、規模の拡大による書籍や資料の入手に至る利便性が向上した。
山手線という名称からも分かるようにそれぞれの大学図書館の本部は近接しており、貸出や返却に際して多くの時間を費やさずに訪問できる。
共通の入館証が存在しないため、加盟各大学の学生証を提示して入館することができる。貸出を希望する場合は、各大学の図書館窓口で貸出カードを作成することができる（無料）。
貸出や資料の取り扱い、文献コピーに関しても、他大生には様々な規則や制限がある。特に、定期試験期間（主に7月と1月）は利用できないので注意が必要である。
また、学術雑誌については分担収集を行っており、大学図書館側にとっては所蔵スペース負担の軽減につながっている。

## 加盟大学
- 青山学院大学
- 学習院大学
- 國學院大學
- 専修大学
- 東洋大学
- 法政大学
- 明治大学
- 明治学院大学
- 立教大学